# Sarra Rawicz
Sarra Naumowna Rawicz (ros. Са́рра Нау́мовна Ра́вич, ur. 20 lipca?/1 sierpnia 1879 w Witebsku, zm. 1957) – radziecka działaczka partyjna.
Od 1903 działała w SDPRR, w latach 1906-1917 na emigracji. 16 kwietnia 1917 wróciła do Rosji. Była pierwszą żoną Grigorija Zinowjewa. W 1917 członkini Petersburskiego Komitetu SDPRR(b), w 1918 w składzie Piotrogrodzkiego Biura KC RKP(b), p.o. komisarza spraw wewnętrznych Związku Komun Obwodu Północnego, od 31 maja 1924 do 18 grudnia 1925 członek Centralnej Komisji Kontrolnej RKP(b). 18 grudnia 1927 wykluczona z WKP(b), w 1928 przywrócona w prawach członka partii, do grudnia 1934 była zarządcą trustu w Woroneżu.
W grudniu 1934 aresztowana, skazana na 5 lat zesłania do Jakuckiej ASRR. W 1937 i 1946 ponownie aresztowana, w 1951 aresztowana na 3 lata. W 1954 uwolniona, lecz nie zrehabilitowana.